# Eva Kolstad
Eva Lundegaard Kolstad (Halden, 6 mei 1918 - Oslo, 26 maart 1999) was een Noors politicus en minister van de sociaalliberale partij Venstre. Zij was een centrale figuur in de geschiedenis van gendergelijkheid in Noorwegen en de wereld. Ze was voorzitter van de Noorse Vereniging voor de rechten van de vrouw (1956-1968), lid en vicevoorzitter van de VN-Commissie voor de Status van Vrouwen (UNCSW) (1969-1975), minister van Administratie en Consumentenzaken van Noorwegen in het kabinet Korvald (1972-1973), leider van Venstre (1974-1976) en als de eerste  ombudsman voor gelijke behandeling (1978-1988), de eerste op dat terrein in de wereld. Zij heeft een belangrijke bijdrage geleverd aan de ontwikkeling van anti discriminatiebeleid voor vrouwen van de Verenigde Naties.

## Jeugd
Eva Kolstad werd geboren in 1918 in Halden, Noorwegen. Ze werkte als docent boekhouden voordat zij actief werd in vrouwenrechten.

## Carrière
Kolstad was de leider van de liberale partij Venstre tussen 1974 en 1976, waardoor ze de eerste vrouwelijke partijleider in Noorwegen werd. Ze was ook de eerste ombudsman voor gendergelijkheid (likestillingsombud) in Noorwegen, en in de wereld. Buiten de politiek werkte ze als accountant.
Ze was kandidaat in de verkiezingen van 1953, en werd niet verkozen. Ze was plaatsvervangend volksvertegenwoordiger van het parlement van Noorwegen tijdens de periode 1957-1961 en 1965-1969. Tussendoor was ze opvolger achter Helge Seip op de Venstre-lijst tijdens de verkiezingen van 1961, waar Venstre echter geen zetels haalde. Ze was minister van Administratie en Consumentenzaken in 1972-1973 tijdens het kabinet Korvald. Op lokaal niveau was ze lid van het uitvoerend comité van de gemeenteraad van Oslo van 1960 tot 1975.
Kolstad was Commandeur in de Orde van Sint-Olaf en ontving de Medaille van Sint Hallvard in 1986.

## Privéleven
Ze was gehuwd met de jurist en de adjunct-directeur-generaal bij het Ministerie van Justitie, Ragnar Kolstad. Haar schoonvader was premier Peder Kolstad.
- Bibsys: 90248893
- Virtual International Authority File: 46148995934459751447